# Nazionale maschile di hockey su slittino della Norvegia
La nazionale di hockey su slittino della Norvegia è la rappresentativa nazionale norvegese maschile di hockey su slittino.